# エダウチタヌキマメ
エダウチタヌキマメ（別名ダエンタヌキマメ、学名：C. uncinella subsp. elliptica ）は、マメ科タヌキマメ属の多年生草本または亜低木。環境省絶滅危惧IA類（CR）、沖縄県絶滅危惧IA類（CR）。

## 特徴
高さ20–60 cm。日本国内に産するタヌキマメ属4種のうち、本種のみが3出小葉をもつ。葉柄は1–1.5 cmで小葉は狭楕円形～倒卵形、頂小葉は長さ1.5–2.5 cm。花は枝先や葉腋にできる総状花序に数～10個ほどつき、長さ5–7 mmの黄色の蝶形花で、花弁は萼より長い。豆果は楕円形で長さ5–6 mm、幅約4 mm、表面は短い毛で覆われ、中に2個の種子をもつ。

## 分布と生育環境
日本国内では伊是名島に唯一自生し、本種の分布域の北限にあたる。海外では台湾南部、中国南部（広東省、海南省、広西省）、ベトナム、タイ、マレーシア、インドに分布。伊是名島では海崖上や斜面上部の風衝地に生育。島内のごく限られた地域に自生し、個体数は極めて少ない。過去には外来種とする見解もあったとされるが、伊是名島における生育地は集落から離れた稜線の岩場で、台湾南部においても同様に人為的な影響がほぼ無い海崖上の風衝草原や岩礁海岸に生育する点からも、日本へ帰化したと考えるのは無理があり、自然分布と判断される。